# شهرداری ساچخره

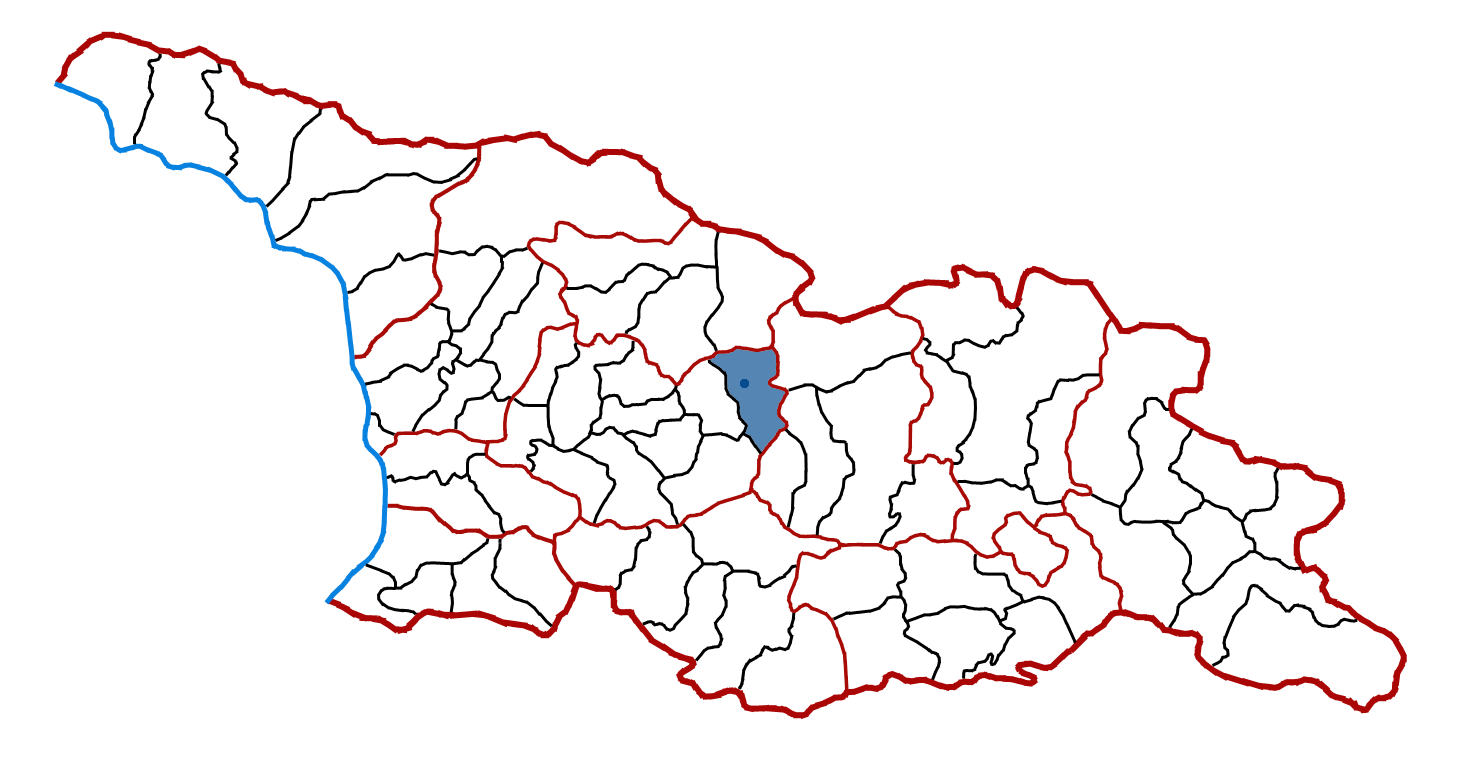
شهرداری ساچخره

شهرداری ساچخره (به گرجی: საჩხერის მუნიციპალიტეტი) یکی از شهرداری‌های گرجستان در استان ایمرتی است. مرکز اداری آن ساچخره است.
طبق سرشماری سال ۲۰۱۴ میلادی این ناحیه ۳۷۷۷۵ نفر جمعیت دارد.
مساحت این ناحیه ۹۷۳ کیلومتر مربع است.